# Нижанковицька ратуша
Нижанко́вицька ра́туша — ратуша в смт Нижанковичі Старосамбірського району Львівської області.
Побудована 1759 року на центральній площі містечка. Споруда одноповерхова, прямокутна в плані, з невисокою дерев'яною вежею. До Другої світової війни в ній містились магістрат і пожежна частина. Після війни в ратуші різні установи: пожежна частина, бригада швидкої допомоги, аптека, дизель-електростанція. З початку 1960-х роках приміщення ратуші переобладнали на гуртожиток Нижанковицького професійно-технічного училища. З вересня 2018 року в ратуші міститься Нижанковицька селищна рада.
На шпилі ратушної вежі містився герб Нижанкович — фігура оленя (майже в натуральну величину), яка виконувала роль флюгера. У 1980-х роках більша частина вежі разом з фігурою оленя була знищена буревієм. Згодом ці атрибути ратуші були частково відновлені. Але пізніше споруду майже не використовували, тому вона поступово руйнувалась: дах протікав, штукатурка в багатьох місцях осипалась. у 2015 році розпочались реставраційні роботи, і до травня 2016 року був відновлений дах, вежа і фігура оленя. 

## Стан ратуші до 2012 р.

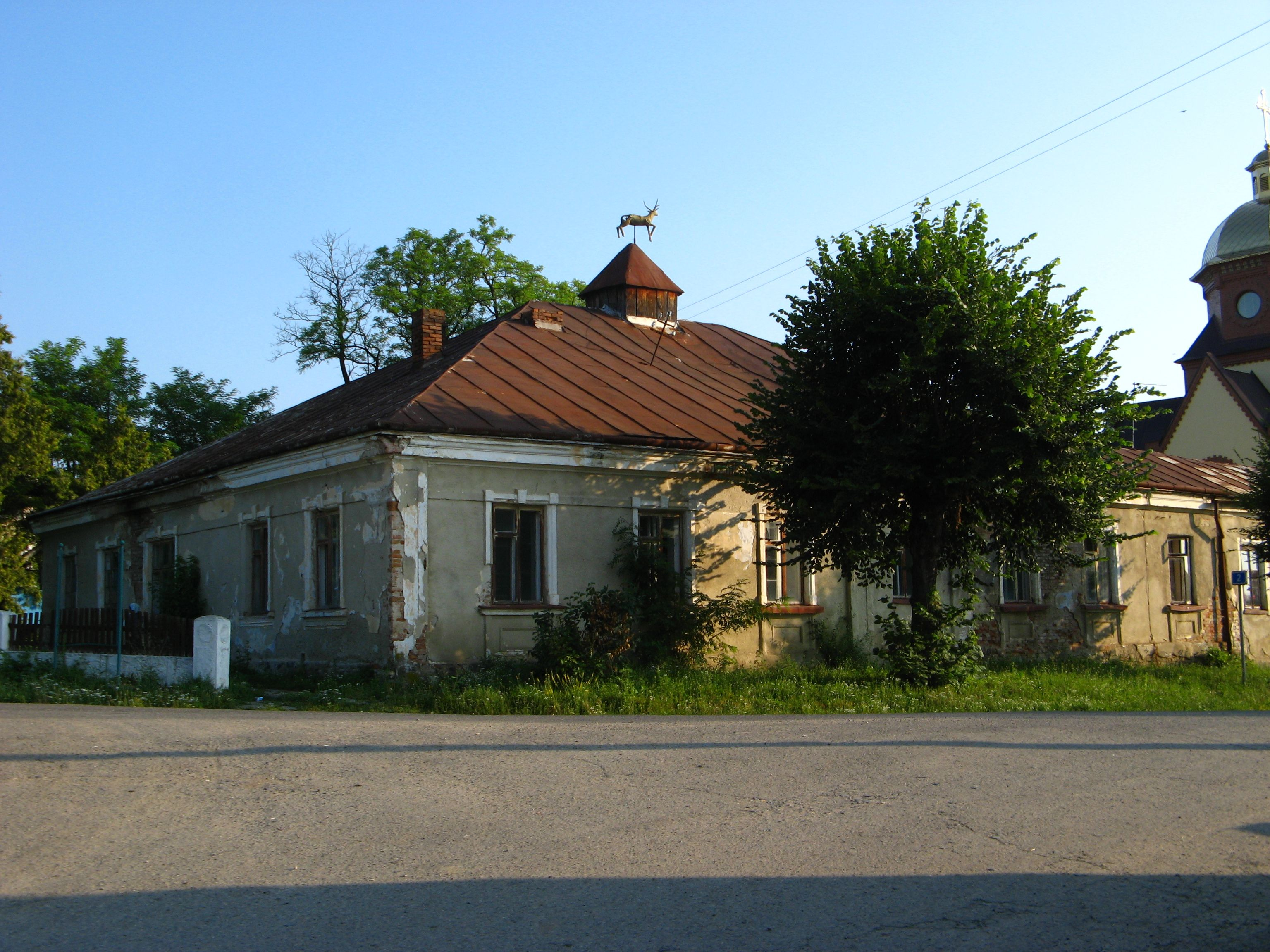
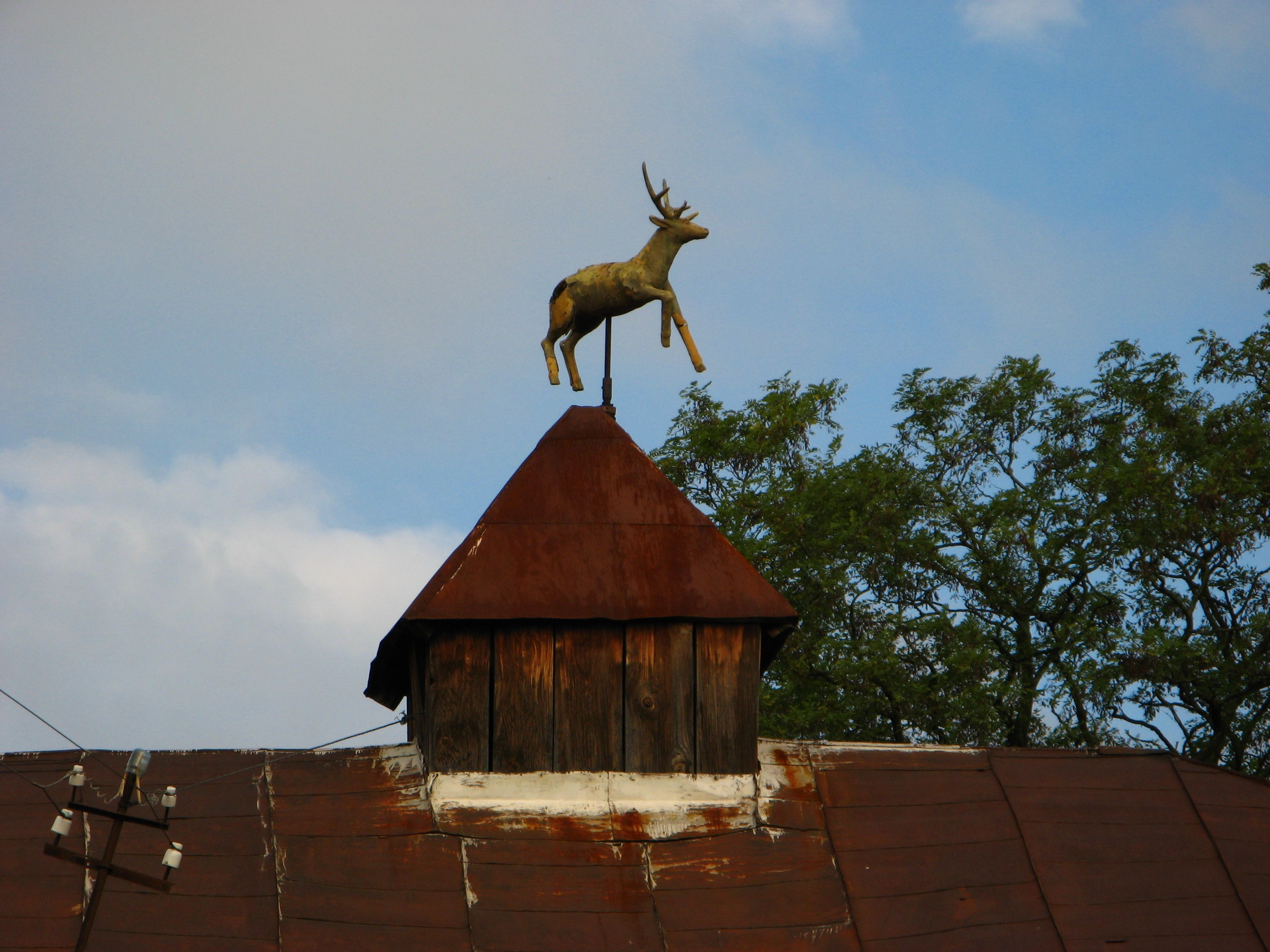
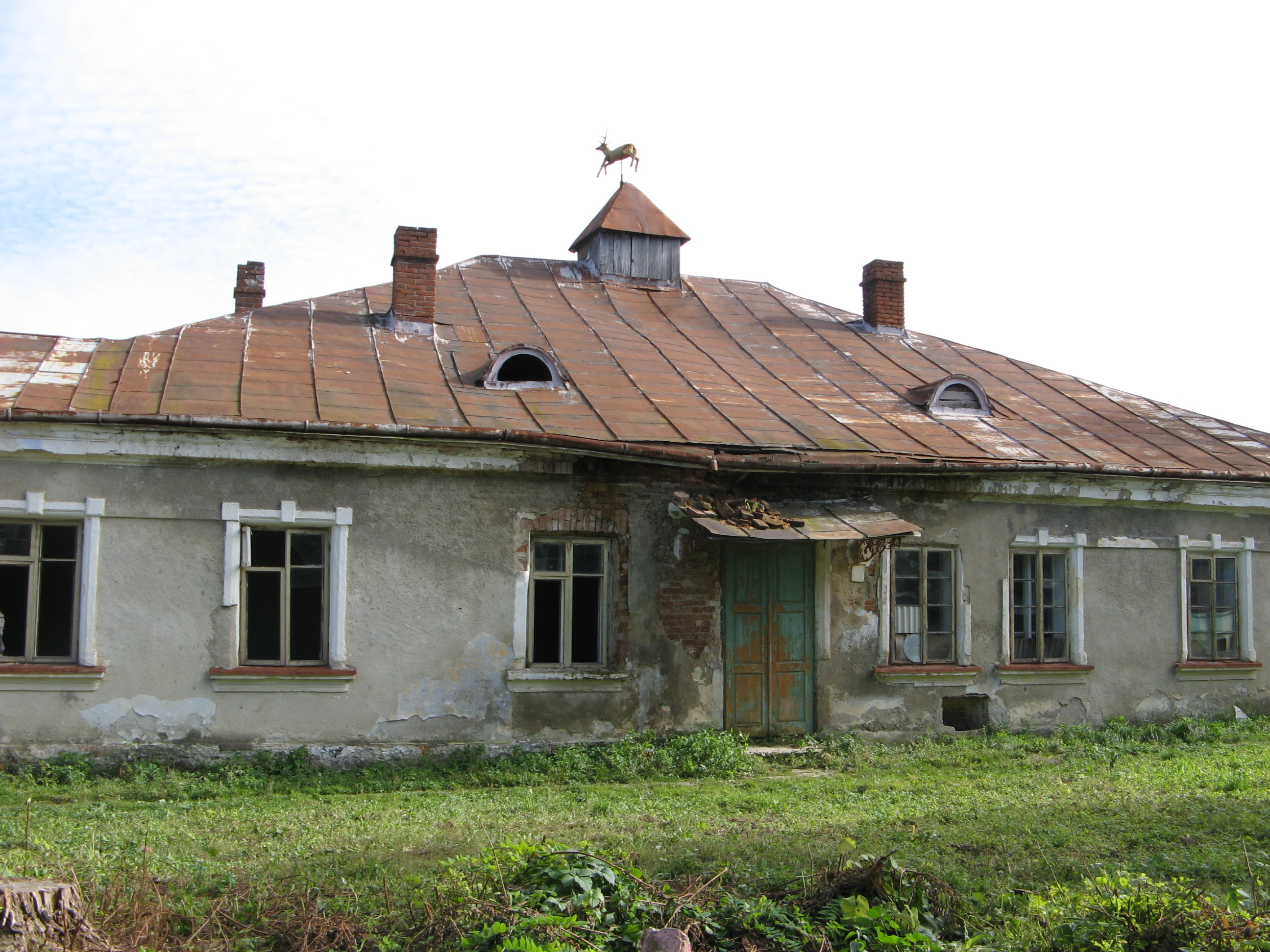
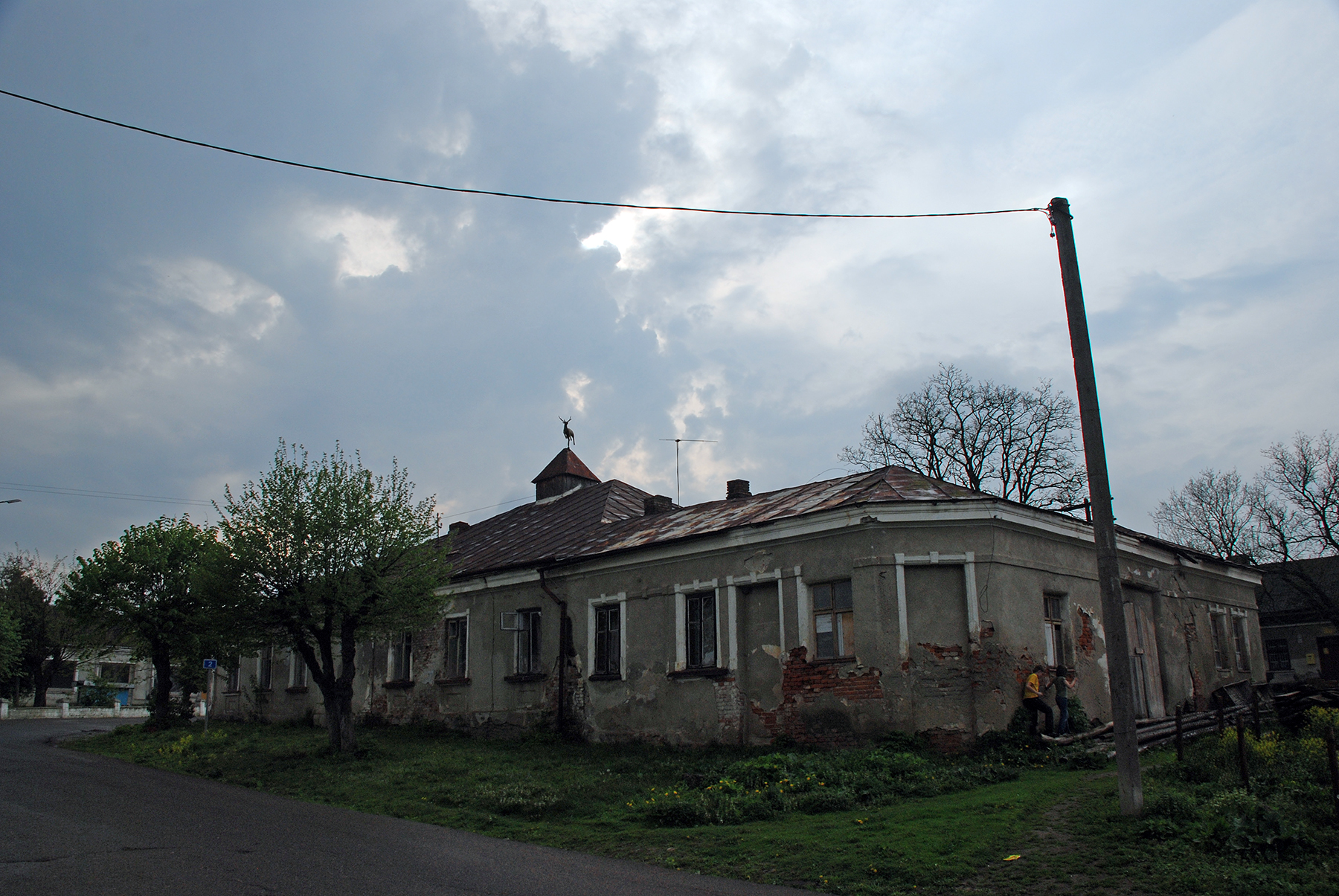

## Реставрація, 2016 р.

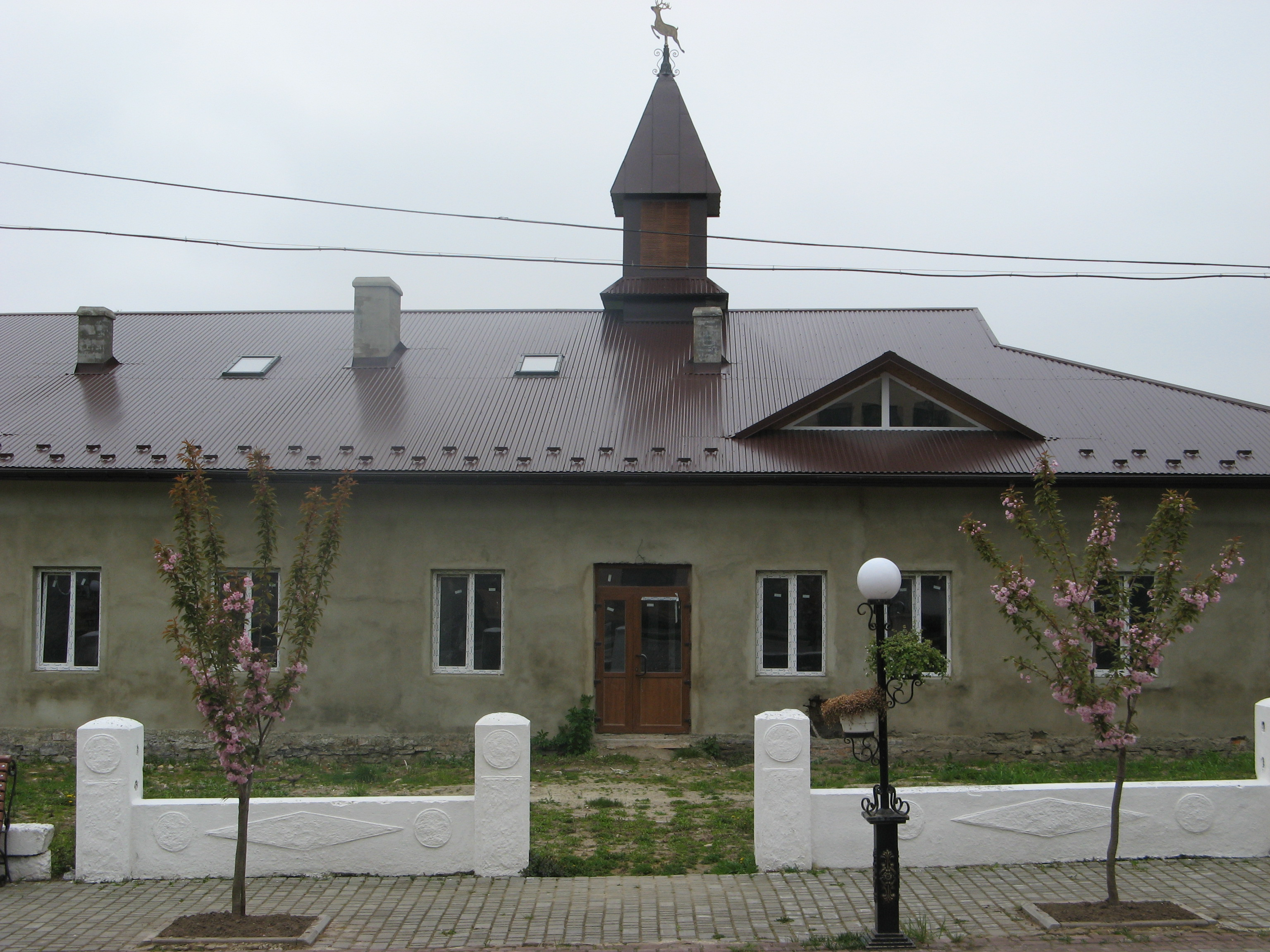
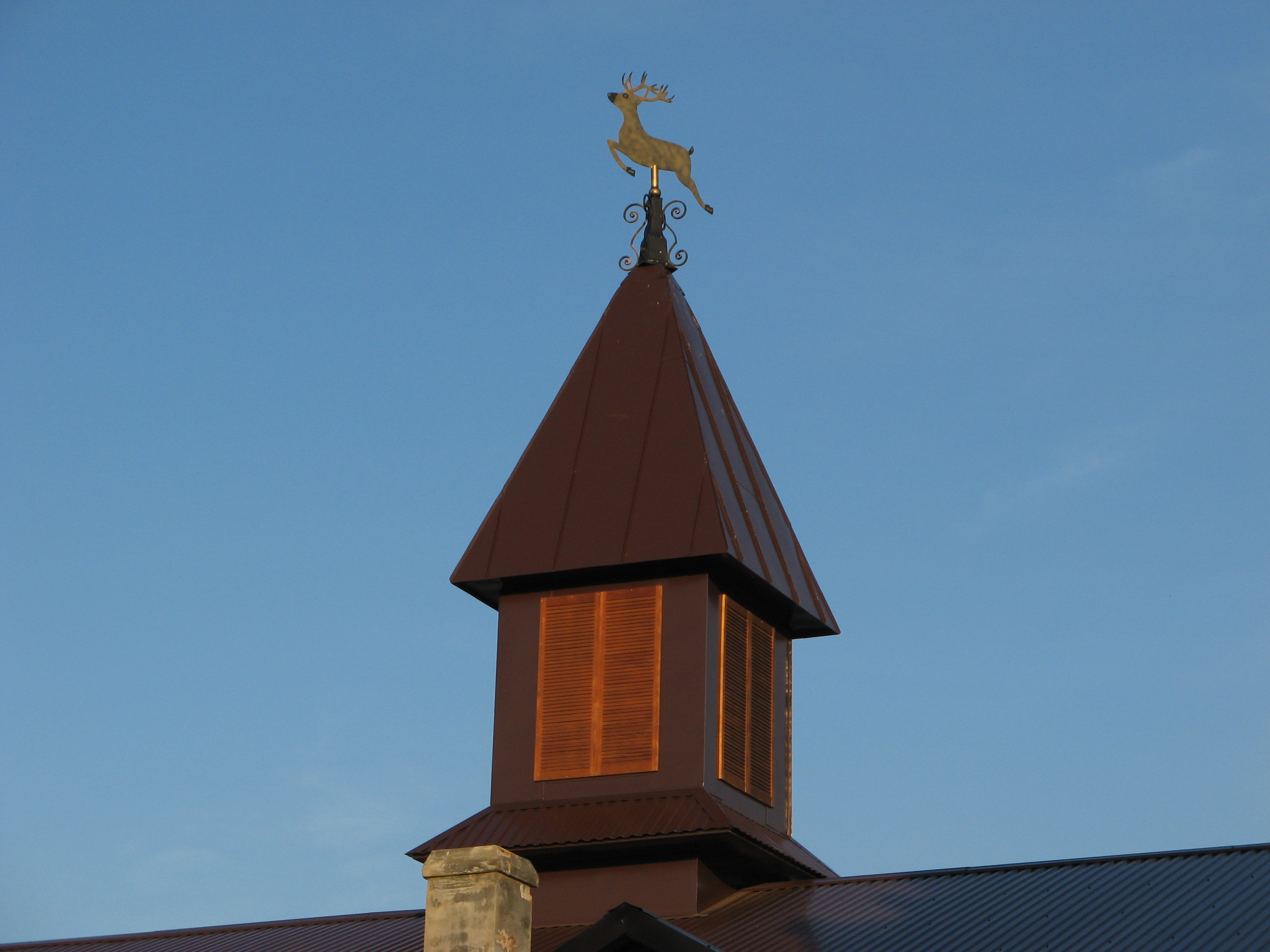
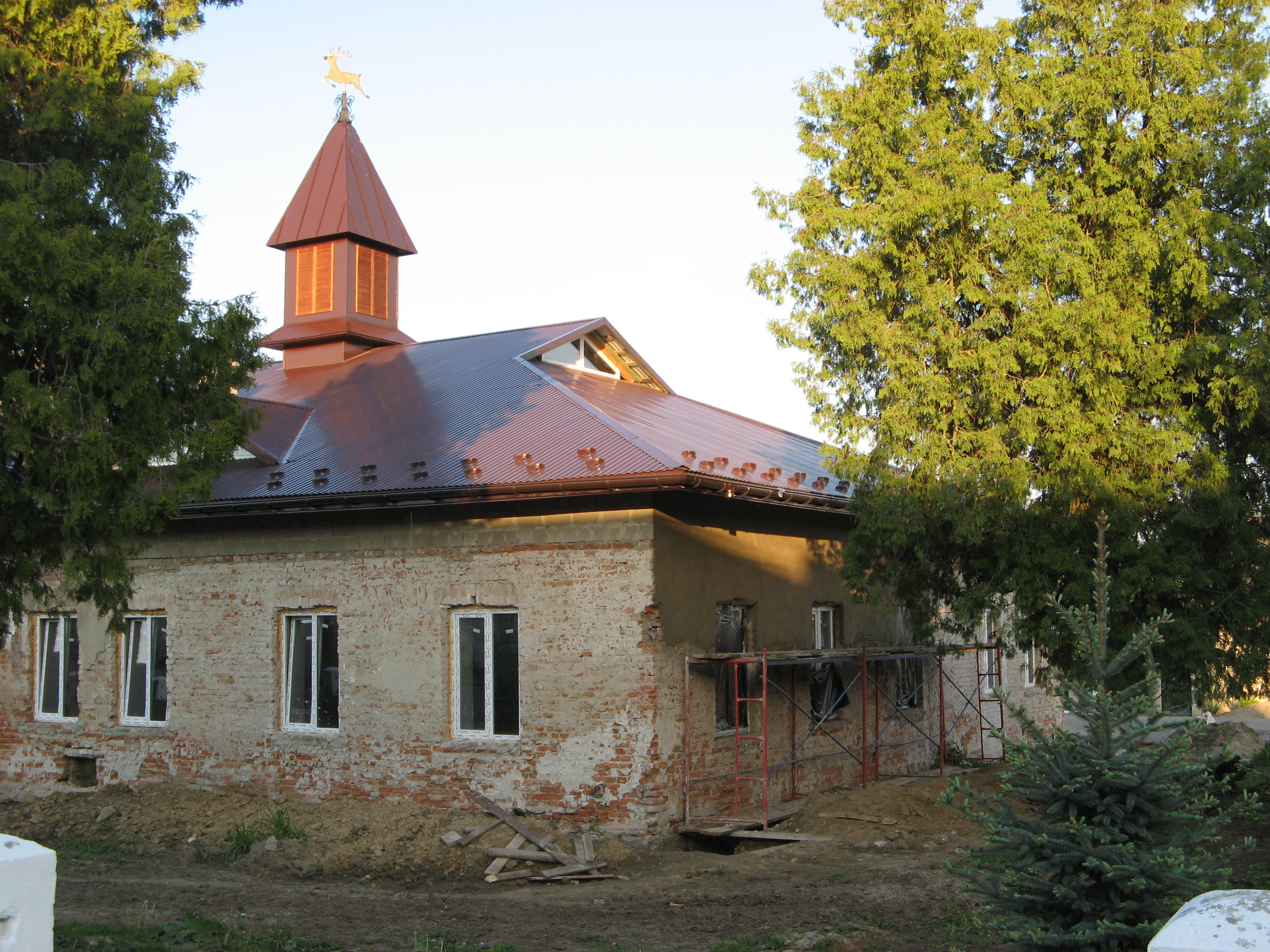